# Lineas
Lineas is de grootste private spoorvrachtoperator in Europa met hoofdkantoor in België en vestigingen in Duitsland, Frankrijk en Nederland. Aandeelhouders zijn de Federale Participatie- en Investeringsmaatschappij (FPIM) en private equity groep Argos Wityu.
Lineas staat in voor transport van goederen over het spoor. Hun ambitie is naar eigen zeggen de realisatie van een ‘modal shift’ in Europa, wat betekent dat ze het transport van goederen van de weg naar het spoor willen verschuiven.

## Evolutie
In 2005 gaf de Europese Unie groen licht voor de liberalisering van het spoorwegverkeer. In België kreeg de Nationale Maatschappij der Belgische Spoorwegen (NMBS) na deze beslissing een nieuwe structuur, de NMBS-Groep, die uit drie ondernemingen bestaat: NMBS, Infrabel en NMBS-Holding. In 2003 was onder Karel Vinck een sanering van de vrachtdivisie gestart. De resultaten verbeterden tot 2008 spectaculair. Tot 2011 waren de vrachtvervoersactiviteiten per spoor een geïntegreerde divisie van de NMBS, die opereerde onder de naam B-Cargo. In 2011 werd B-Cargo volledig zelfstandig als een dochteronderneming van de NMBS met de naam NMBS Logistics. De gedeeltelijke privatisering vond plaats in 2015, onder de naam B Logistics en met investeringen van de onafhankelijke private equitygroep Argos Wityu. Zowel voor als na de privatisering was het bedrijf niet winstgevend, hoewel de kostendekking toenam. In 2017 veranderde de naam van B Logistics in Lineas. Het bedrijf wilde zijn Europese ambitie markeren en afstand nemen van het staatspatrimonium dat het vroeger bezat. Het bedrijf bleef kwetsbaar wat, door de aanhoudende verliezen, voerde tot het ontslag van Geert Pauwels begin 2022. Hij werd opgevolgd door Bernard Gustin.

## Aanbod
Lineas biedt producten en diensten voor vrachttransport in Europa aan. De organisatie biedt logistieke diensten, waaronder first en last mile delivery per spoor, truck of binnenvaart en GXN lange afstand. Andere diensten van het bedrijf zijn onderhoud, vlootbeheer, vlootadvies, verhuur van wagons en locomotieven, picking, technologie en opleiding. Het vervoersaanbod bestaat uit bloktrein, enkele wagonlading (verspreid vervoer), intermodale units, pallets, uitzonderlijk vervoer en het Green Xpress Network. Via het Green Xpress Network (GXN) lopen 23 spoorverbindingen tussen Europese economische hubs. GXN combineert verschillende types vracht van grote en kleine volumes tot één trein.

### Vloot
Lineas beschikt over meerdere typen locomotieven, zowel elektrisch als diesel. Het grootste deel van de elektrische locomotieven bestaat uit HLE 13 en HLE 28. De meeste diesellocomotieven zijn van de types Class 66, MaK G1206 en HLR 77/78. De vloot van Lineas bestaat uit meer dan 7000 goederenwagons en 250 locomotieven. Een deel van de locomotieven (type HLE 13 en HLR 77/78) kreeg het bedrijf mee bij de verzelfstandiging in 2010.

#### Wagons

##### Steel wagons

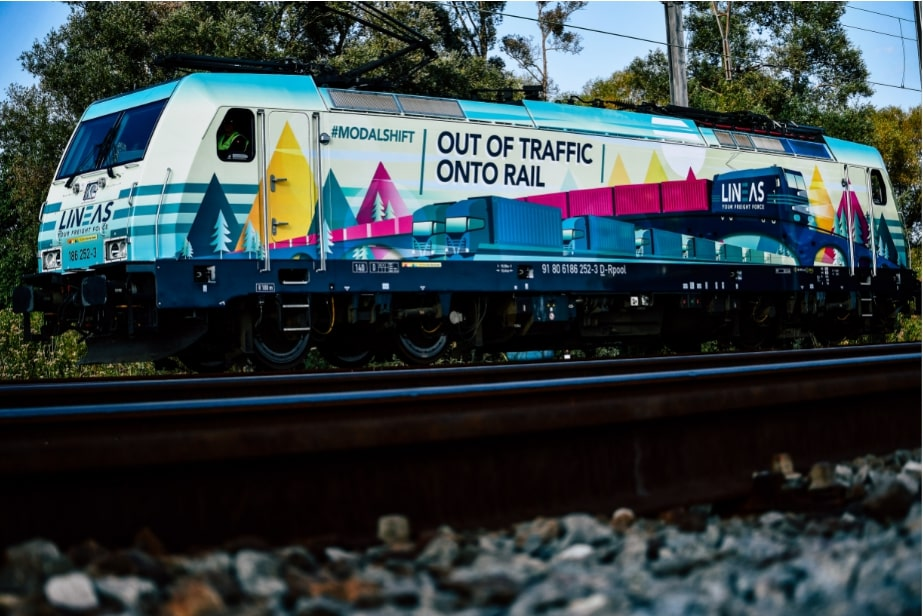
Bombardier Electric Traxx 29 locomotief in de Haven van Antwerpen

- Shimm(n)s for cold coils
- Shimm(n)s for hot coils
- Remms for slabs

##### Bulk wagons
- Tads for limestone
- Fal(n)s for coal
- Eaos & Fas for scrap

##### Intermodal / container wagons
- Lgnss 40’
- Sgnss 60’
- Sggnss 72’
- Sggrss 80’

#### Locomotieven
- Alstom Diesel BB 75000 (F)
- Alstom Electric BB 27000 (F)
- Alstom Electric Type 13 (BFLU)
- Bombardier Electric Traxx (DABNL)
- Bombardier Electric Traxx (DBF)
- Siemens -Vossloh Diesel Type 77 (DBNL)
- Vossloh Diesel G1206

## Organisatie
Lineas stelt meer dan 1700 mensen te werk.

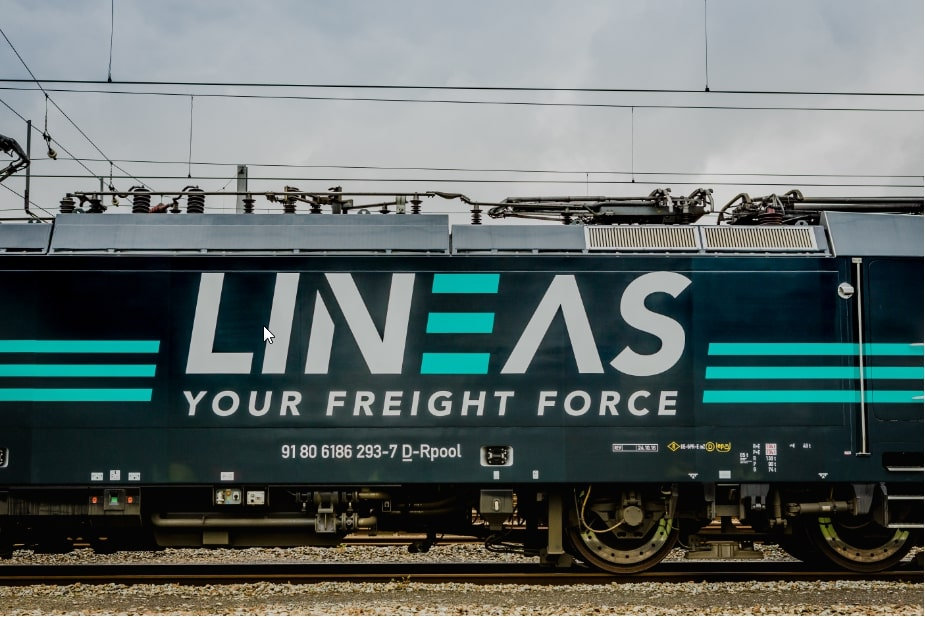
Lineas locomotief

Lineas’ ambitie is naar eigen zeggen de realisatie van een ‘modal shift’ in Europa, wat betekent dat ze het transport van goederen van de weg naar het spoor willen verschuiven. Hiermee willen ze de toeleveringsketen van bedrijven verbeteren en maatschappelijke problemen aanpakken die worden veroorzaakt door het traditionele vrachtvervoer, zoals mobiliteitskwesties, de impact op het klimaat als gevolg van de hoge CO2-uitstoot, gezondheidsrisico's als gevolg van de luchtvervuiling en onnodige verkeersslachtoffers.
In juni 2020 won Lineas het Voka Charter Duurzaam Ondernemen (VCDO). Naar aanleiding van het charter ontving het bedrijf in oktober 2020 als eerste Belgische transportonderneming het United Nations Institute for Training and Research (UNITAR) SDG Pioneer-certificaat. Lineas werd door de Verenigde Naties ook benoemd tot Sustainable Development Goals (SDG) Pioneer voor Duurzame Ontwikkeling.
In 2019 verdubbelde Lineas de capaciteit op de treinen in en uit Antwerpen om de impact van de werken aan de Oosterweelverbinding op de Belgische mobiliteit te verlichten. De spoorvrachtoperator haalt in dat jaar 5300 containers per week uit de Antwerpse files (tegenover 2600 voordien).
In 2020 won Geert Pauwels de European Railway Award. Hij ontving de prijs vanwege de omvorming van een verlieslijdende divisie van de Belgische spoorwegen naar een winstgevende private spoorgoederenvervoerder.
Op 9 april 2020 onthulde Lineas in de Haven van Antwerpen een witte locomotief, de zogenoemde ‘Heroes Loc’ als eerbetoon aan de helden in de strijd tegen het nieuwe coronavirus. Maar ook om de door dat virus ontstane problemen in de eigen sector aan te kaarten.
in 2021 stevent het bedrijf alweer af op stevige verliezen. NMBS ontdeed zich daarom ook van zijn laatste restparticipatie, overnemer was de overheidsholding FPIM.

## Activiteiten in Europa
Lineas heeft vestigingen in België, Duitsland, Frankrijk en Nederland. In België lopen dagelijkse spoorverbindingen tussen Antwerpen, Genk, Gent, La Louvière, Luik en Zeebrugge. Op Europees niveau is Lineas de grootste particuliere exploitant van goederenvervoer per spoor.

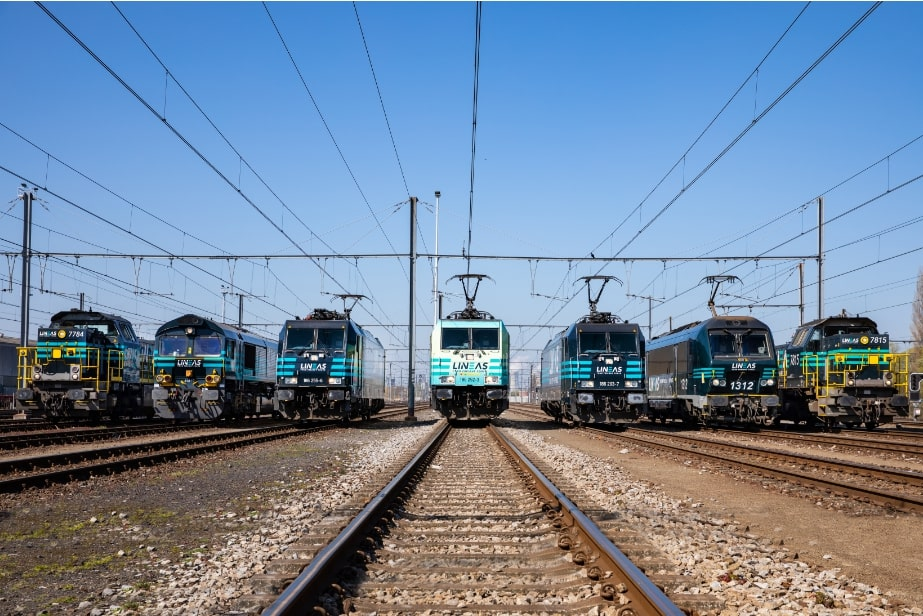
Lineas locomotieven

### Sibelit
Sibelit is sinds 2006 een samenwerkingsverband met SNCF Fret, CFL Cargo en SBB Cargo, vooral actief op de lijn van Antwerpen tot Italië of Zwitserland.

### Rail Freight Forward
Lineas is lid van Rail Freight Forward, de coalitie van Europese bedrijven voor goederenvervoer per spoor die de negatieve effecten van het goederenvervoer op de mobiliteit, het klimaat en het milieu wil verminderen door een verschuiving van goederen van de weg naar het spoor. De coalitie ambieert om het modale aandeel van het goederenvervoer per spoor in Europa te verhogen van  naar 30% in 2030.
Lineas is ook lid van het Belgian Rail Freight Forum. In Frankrijk maakt het bedrijf deel uit van het 4F, het Fret Ferroviaire Français du Futur. In Duitsland is het lid van het NEE, het Netzwerk Europäischer Eisenbahnen.

### European Rail Freight Association (ERFA)
Sinds februari 2020 is Lineas lid van de European Rail Freight Association (ERFA). De coalitie wil een rol spelen bij de totstandbrenging van een gemeenschappelijke, volledig geliberaliseerde en concurrerende Europese markt voor goederenvervoer per spoor.